# Zemský okres Prignitz
Zemský okres Prignitz (německy Landkreis Prignitz) se nachází na severozápadě německé spolkové země Braniborsko. Hlavním městem okresu je Perleberg.

## Města a obce
Města:
1. Bad Wilsnack
2. Lenzen (Elbe)
3. Meyenburg
4. Perleberg
5. Pritzwalk
6. Putlitz
7. Wittenberge

Obce:
1. Berge
2. Breese
3. Cumlosen
4. Gerdshagen
5. Groß Pankow (Prignitz)
6. Gülitz-Reetz
7. Gumtow
8. Halenbeck-Rohlsdorf
9. Karstädt
10. Kümmernitztal
11. Lanz
12. Legde/Quitzöbel
13. Lenzerwische
14. Marienfließ
15. Pirow
16. Plattenburg
17. Rühstädt
18. Triglitz
19. Weisen